# E-Tower

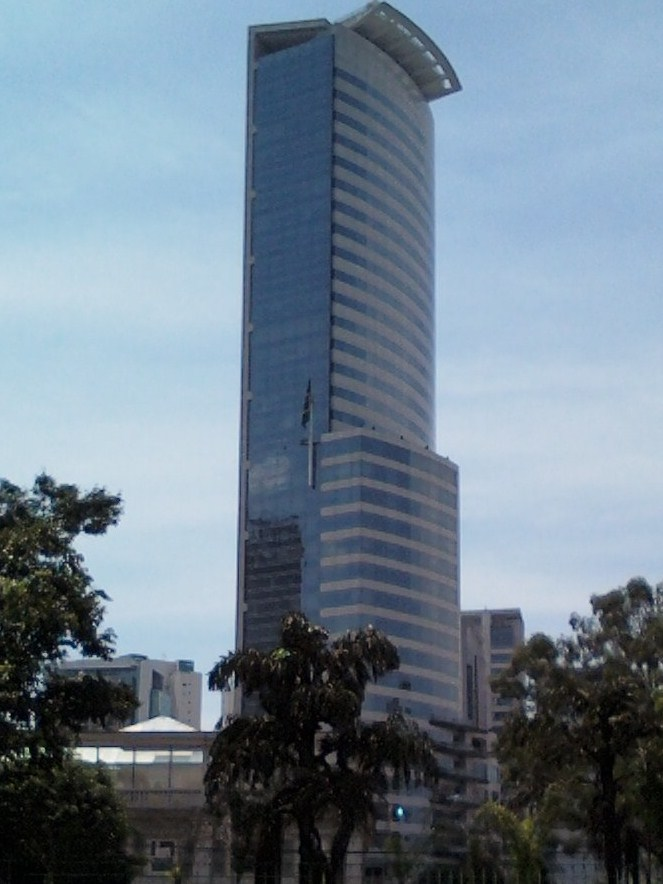
E-Tower

E-Tower este un zgârie-nori construit în orașul São Paulo, Brazilia. Are o înălțime de 148 m (486 ft). A fost dat în folosință în anul 2005.